# Copaifera baumiana
Copaifera baumiana är en ärtväxtart som beskrevs av Hermann August Theodor Harms. Copaifera baumiana ingår i släktet Copaifera, och familjen ärtväxter. Inga underarter finns listade i Catalogue of Life.